# Ernst Taurer
Ernst Taurer (* 19. September 1906 in Leipzig; † 26. März 1958) war ein österreichischer Politiker.
Vom 5. November 1949 bis zu seinem Tod am 26. März 1958 gehörte er dem steirischen Landtag in drei Gesetzgebungsperioden als Landtagsabgeordneter an.

## Leben und Wirken
Ernst Taurer wurde am 19. September 1906 in Leipzig geboren und absolvierte nach dem Schulabschluss eine Lehre zum Maler- und Anstreicher. Nach seinem Lehrabschluss arbeitete er zunächst als Stukkateur in Wien, ehe es ihn nach Graz verschlug. Hier engagierte er sich bereits früh politisch für die Sozialdemokraten war bereits in den 1920er Jahren am Aufbau der Gewerkschaftsjugend in Graz hauptbeteiligt. Bis zur austrofaschistischen Machtübernahme fungierte Taurer bis 1934 auch als deren Obmann. Im Zuge des Austrofaschismus wurde er in weiterer Folge verhaftet; eine weitere Inhaftierung erfolgte nach dem Anschluss Österreichs durch die Nationalsozialisten. 1940 musste Taurer in den Kriegsdienst, wo er einer Baueinheit der Wehrmacht angehörte und kehrte erst 1946 aus der britischen Kriegsgefangenschaft, in die er 1944 in Frankreich geraten war, heim. Gleich danach wurde er Landesparteisekretär der steirischen Sozialistischen Partei Österreichs und wirkte als solcher führend am Neuaufbau des Parteiapparats mit. Im Zuge der II. Gesetzgebungsperiode wurde er am 5. November 1949 als Abgeordneter zum steirischen Landtag angelobt. Ab 1955 war der Grazer Magistratsbeamte Mitglied der SPÖ-Bundesparteivertretung und der Parteikontrolle. Bis zu seinem frühen Tod am 26. März 1958 im Alter von 51 Jahren war Taurer Landtagsabgeordneter und Landesparteisekretär. Eine schwere Erkrankung hatte ihn bereits seit Sommer 1957 daran gehindert sein Amt auszuüben. Sein Mandat übernahm der Grazer Journalist Hans Rauch.